# Seychelles en los Juegos Olímpicos de Atenas 2004
Seychelles estuvo representada en los Juegos Olímpicos de Atenas 2004 por nueve deportistas, siete hombres y dos mujeres, que compitieron en siete deportes.
El portador de la bandera en la ceremonia de apertura fue el regatista Allan Julie. El equipo olímpico seychellense no obtuvo ninguna medalla en estos Juegos.